# Comté de Logne
Le comté de Logne était un territoire et une circonscription fiscale couvrant la partie occidentale de la principauté de Stavelot-Malmedy. 
Créé au XIIe siècle, il a subsisté jusqu'à la fin de l'Ancien régime en 1795.

## Odonymie
Ce district doit son nom au château de Logne, château-fort dressé sur un éperon rocheux dominant les vallées de l'Ourthe et de la Lembrée. Cette forteresse édifiée au début du XIIe siècle comme défense occidentale de la principauté en face du duché de Luxembourg fut définitivement détruite en 1521. Aujourd'hui, Logne est un hameau situé au pied du château-fort et le long de la Lembrée entre Vieuxville  et Palogne.

## Subdivisions territoriales
Le comté était divisé en quatre quartiers :
- Quartier de Comblain-au-Pont : Comblain-au-Pont, Fairon, Poulseur, Sart-Poulseur.
- Quartier de Hamoir : Ferrières, Filot, Hamoir, Logne, Lorcé et Sy.
- Quartier d'Ocquier : Atrin, Hody, Jenneret, Ocquier, Pouhon (Ernonheid) et Xhoris.
- Quartier de Louveigné : Fraipont et Louveigné[1] ainsi que la maison forte de Damré.

La partie principale du comté était attenante à la postellerie de Stavelot, l'un des deux autres districts de la principauté avec la postellerie de Malmedy. La totalité du quartier de Louveigné ainsi qu'une partie du quartier d'Ocquier (Atrin, Hody, Jenneret et Ocquier) formaient des enclaves entourées d'autres duchés et/ou principautés.
En 1768, les villages d'Anthisnes et Vien qui appartenaient à la principauté de Liège, rejoignent la principauté de Stavelot-Malmedy et le comté de Logne, en échange des territoires excentrés de Sclessin et Chooz.

## Patrimoine
Parmi le patrimoine militaire bâti du temps du comté de Logne, on peut citer les ruines du château de Logne à Vieuxville, la tour de la Dîme à Louveigné, la maison forte et la tour de Comblain-au-Pont (Comblen), de la tour Renardstein à Poulseur et la maison forte de Damré.
Cet ancien district compte aussi sur son territoire quelques fermes remarquables, autrefois propriétés de l'abbaye de Stavelot, comme la ferme de la Bouverie à Vieuxville, la ferme de la House à Ferrières, la ferme aux Grives à Ocquier, la ferme du Raideux à Mont (Comblain-au-Pont), la ferme de l'ancienne cour de justice de Fairon, le château-ferme de Renne à Hamoir. 
Les édifices religieux suivants de style roman sont repris sur la liste du patrimoine immobilier exceptionnel de la Wallonie : l'église Saint-Pierre de Xhignesse, la chapelle romane de Vieuxville et l'église Saint-Pierre de Hody. On peut aussi citer l'église Saint-Remacle d'Ocquier.